# خطأ قضائي
خطأ قضائي (بالإنجليزية: Erreur judiciaire)‏. مصطلح قانوني شُرع من أجل تعويض متهم في جنحة أو جناية حصل على الحكم بالبراءة من المحكمة.

## تاريخ
كان التعويض عن الخطأ القضائي قائما في الدول الغربية قبل أن تقرره بعض الدول العربية مثل الجزائر والمغرب.
وكانت القاعدة التقليدية السائدة قديما في الدول الغربية هي عدم مسؤولية الدولة عن أعمال القضاء، وقيل تبريرا لذلك بالفكرة السائدة عن سيادة الدولة، وحجية الأمر المقضى به والرغبة في حماية حرية القاضي وعدم عرقلة سير العدالة.
وقد سادت تلك القاعدة في كل من فرنسا والمغرب وكانت الدولة غير مسؤولة عن الأضرار الناتجة عن أعمال السلطة القضائية، إلا في الحالات الاستثنائية التي ينص فيها المشرع صراحة على ذلك.
إلا أن هذه القاعدة قد تغيرت تماما في فرنسا بعد صدور قانون 5 يوليو 1972 حيث قرر المشرع الفرنسي قاعدة جديدة بإقراره لمسؤولية الدولة عن الخطأ القضائي دون حاجة إلى التماس إعادة النظر أو إلى دعوى المخاصمة، فاقترب بذلك من نظام مسؤولية الدولة عن أعمالها الإدارية فأصبحت القاعدة هي مسؤولية الدولة عن أعمالها الإدارية. فأصبحت القاعدة هي مسؤولية الدولة عن الأعمال القضائية والاستثناء هو عدم المسؤولية.

## روابط خارجية
- التعويض عن الخطأ القضائي بناء على الفصل 122 من دستور 2011
- الخطأ القضائي-نظرات متقاطعة
- بدون حرج: الأخطاء القضائية (حلقة كاملة) على يوتيوب.